# فرودگاه رابرت جی. میلر
فرودگاه رابرت جی. میلر (به انگلیسی: Robert J. Miller Air Park) یک فرودگاه همگانی بهره‌برداری هوایی با کد یاتا MJX است که یک باند فرود آسفالت دارد و طول باند آن ۱۸۱۴ متر است. این فرودگاه در کشور ایالات متحده آمریکا قرار دارد و در ارتفاع ۲۵ متری از سطح دریا واقع شده است.